# Юнацька збірна Марокко з футболу (U-17)
Юнацька збірна Марокко з футболу (U-17) — національна футбольна збірна Марокко, що складається із гравців віком до 17 років. Керівництво командою здійснює Королівська федерація футболу Марокко.
Головним континентальним турніром для команди є Юнацький (U-17) чемпіонат Африки з футболу, успішний виступ на якому дозволяє отримати путівку на Чемпіонат світу (U-17). Також може брати участь у товариських і регіональних змаганнях. Протягом 1980-х років функціонувала у форматі U-16.

## Виступи на міжнародних турнірах

### Юнацький чемпіонат світу (U-16/17)
| Статистика чемпіонатів світу (U-17) | Статистика чемпіонатів світу (U-17) | Статистика чемпіонатів світу (U-17) | Статистика чемпіонатів світу (U-17) | Статистика чемпіонатів світу (U-17) | Статистика чемпіонатів світу (U-17) | Статистика чемпіонатів світу (U-17) | Статистика чемпіонатів світу (U-17) | Статистика чемпіонатів світу (U-17) |
| Виступи: 1 / 17                     | Виступи: 1 / 17                     | Виступи: 1 / 17                     | Виступи: 1 / 17                     | Виступи: 1 / 17                     | Виступи: 1 / 17                     | Виступи: 1 / 17                     | Виступи: 1 / 17                     | Виступи: 1 / 17                     |
| Рік                                 | Раунд                               | Місце                               | І                                   | В                                   | Н                                   | П                                   | Г+                                  | Г-                                  |
| ----------------------------------- | ----------------------------------- | ----------------------------------- | ----------------------------------- | ----------------------------------- | ----------------------------------- | ----------------------------------- | ----------------------------------- | ----------------------------------- |
| 1985                                | не брала участь                     | не брала участь                     | не брала участь                     | не брала участь                     | не брала участь                     | не брала участь                     | не брала участь                     | не брала участь                     |
| 1987                                | не брала участь                     | не брала участь                     | не брала участь                     | не брала участь                     | не брала участь                     | не брала участь                     | не брала участь                     | не брала участь                     |
| 1989                                | не кваліфікувалася                  | не кваліфікувалася                  | не кваліфікувалася                  | не кваліфікувалася                  | не кваліфікувалася                  | не кваліфікувалася                  | не кваліфікувалася                  | не кваліфікувалася                  |
| 1991                                | дискваліфікована                    | дискваліфікована                    | дискваліфікована                    | дискваліфікована                    | дискваліфікована                    | дискваліфікована                    | дискваліфікована                    | дискваліфікована                    |
| 1993                                | не брала участь                     | не брала участь                     | не брала участь                     | не брала участь                     | не брала участь                     | не брала участь                     | не брала участь                     | не брала участь                     |
| 1995                                | не кваліфікувалася                  | не кваліфікувалася                  | не кваліфікувалася                  | не кваліфікувалася                  | не кваліфікувалася                  | не кваліфікувалася                  | не кваліфікувалася                  | не кваліфікувалася                  |
| 1997                                | не кваліфікувалася                  | не кваліфікувалася                  | не кваліфікувалася                  | не кваліфікувалася                  | не кваліфікувалася                  | не кваліфікувалася                  | не кваліфікувалася                  | не кваліфікувалася                  |
| 1999                                | не кваліфікувалася                  | не кваліфікувалася                  | не кваліфікувалася                  | не кваліфікувалася                  | не кваліфікувалася                  | не кваліфікувалася                  | не кваліфікувалася                  | не кваліфікувалася                  |
| 2001                                | не кваліфікувалася                  | не кваліфікувалася                  | не кваліфікувалася                  | не кваліфікувалася                  | не кваліфікувалася                  | не кваліфікувалася                  | не кваліфікувалася                  | не кваліфікувалася                  |
| 2003                                | не кваліфікувалася                  | не кваліфікувалася                  | не кваліфікувалася                  | не кваліфікувалася                  | не кваліфікувалася                  | не кваліфікувалася                  | не кваліфікувалася                  | не кваліфікувалася                  |
| 2005                                | не кваліфікувалася                  | не кваліфікувалася                  | не кваліфікувалася                  | не кваліфікувалася                  | не кваліфікувалася                  | не кваліфікувалася                  | не кваліфікувалася                  | не кваліфікувалася                  |
| 2007                                | не кваліфікувалася                  | не кваліфікувалася                  | не кваліфікувалася                  | не кваліфікувалася                  | не кваліфікувалася                  | не кваліфікувалася                  | не кваліфікувалася                  | не кваліфікувалася                  |
| 2009                                | не брала участь                     | не брала участь                     | не брала участь                     | не брала участь                     | не брала участь                     | не брала участь                     | не брала участь                     | не брала участь                     |
| 2011                                | не кваліфікувалася                  | не кваліфікувалася                  | не кваліфікувалася                  | не кваліфікувалася                  | не кваліфікувалася                  | не кваліфікувалася                  | не кваліфікувалася                  | не кваліфікувалася                  |
| 2013                                | 1/8 фіналу                          | 10-е                                | 4                                   | 2                                   | 1                                   | 1                                   | 8                                   | 5                                   |
| 2015                                | не кваліфікувалася                  | не кваліфікувалася                  | не кваліфікувалася                  | не кваліфікувалася                  | не кваліфікувалася                  | не кваліфікувалася                  | не кваліфікувалася                  | не кваліфікувалася                  |
| 2017                                | не кваліфікувалася                  | не кваліфікувалася                  | не кваліфікувалася                  | не кваліфікувалася                  | не кваліфікувалася                  | не кваліфікувалася                  | не кваліфікувалася                  | не кваліфікувалася                  |
| 2019                                | не кваліфікувалася                  | не кваліфікувалася                  | не кваліфікувалася                  | не кваліфікувалася                  | не кваліфікувалася                  | не кваліфікувалася                  | не кваліфікувалася                  | не кваліфікувалася                  |
| 2021                                | не визначено                        | не визначено                        | не визначено                        | не визначено                        | не визначено                        | не визначено                        | не визначено                        | не визначено                        |
| Усього                              | 1/19                                | 1/8 фіналу                          | 4                                   | 2                                   | 1                                   | 1                                   | 8                                   | 5                                   |

### Відбіркові турніри на чемпіонат світу
| Статистика відборів на чемпіонати світу (U-17) | Статистика відборів на чемпіонати світу (U-17) | Статистика відборів на чемпіонати світу (U-17) | Статистика відборів на чемпіонати світу (U-17) | Статистика відборів на чемпіонати світу (U-17) | Статистика відборів на чемпіонати світу (U-17) | Статистика відборів на чемпіонати світу (U-17) | Статистика відборів на чемпіонати світу (U-17) | Статистика відборів на чемпіонати світу (U-17) |
| Виступи: 1 / 5                                 | Виступи: 1 / 5                                 | Виступи: 1 / 5                                 | Виступи: 1 / 5                                 | Виступи: 1 / 5                                 | Виступи: 1 / 5                                 | Виступи: 1 / 5                                 | Виступи: 1 / 5                                 | Виступи: 1 / 5                                 |
| Рік                                            | Раунд                                          | Місце                                          | І                                              | В                                              | Н                                              | П                                              | Г+                                             | Г-                                             |
| ---------------------------------------------- | ---------------------------------------------- | ---------------------------------------------- | ---------------------------------------------- | ---------------------------------------------- | ---------------------------------------------- | ---------------------------------------------- | ---------------------------------------------- | ---------------------------------------------- |
| 1985                                           | не брала участь                                | не брала участь                                | не брала участь                                | не брала участь                                | не брала участь                                | не брала участь                                | не брала участь                                | не брала участь                                |
| 1987                                           | не брала участь                                | не брала участь                                | не брала участь                                | не брала участь                                | не брала участь                                | не брала участь                                | не брала участь                                | не брала участь                                |
| 1989                                           | другий раунд                                   |                                                | 4                                              | 2                                              | 1                                              | 1                                              | 3                                              | 2                                              |
| 1991                                           | дискваліфікована                               | дискваліфікована                               | дискваліфікована                               | дискваліфікована                               | дискваліфікована                               | дискваліфікована                               | дискваліфікована                               | дискваліфікована                               |
| 1993                                           | не брала участь                                | не брала участь                                | не брала участь                                | не брала участь                                | не брала участь                                | не брала участь                                | не брала участь                                | не брала участь                                |
| Усього                                         | 1/5                                            | другий раунд                                   | 4                                              | 2                                              | 1                                              | 1                                              | 3                                              | 2                                              |

### Юнацький чемпіонат Африки
| Юнацький (U-17) чемпіонат Африки | Юнацький (U-17) чемпіонат Африки | Юнацький (U-17) чемпіонат Африки | Юнацький (U-17) чемпіонат Африки | Юнацький (U-17) чемпіонат Африки | Юнацький (U-17) чемпіонат Африки | Юнацький (U-17) чемпіонат Африки | Юнацький (U-17) чемпіонат Африки | Юнацький (U-17) чемпіонат Африки |
| Виступи: 1 / 13                  | Виступи: 1 / 13                  | Виступи: 1 / 13                  | Виступи: 1 / 13                  | Виступи: 1 / 13                  | Виступи: 1 / 13                  | Виступи: 1 / 13                  | Виступи: 1 / 13                  | Виступи: 1 / 13                  |
| Рік                              | Раунд                            | Місце                            | І                                | В                                | Н                                | П                                | Г+                               | Г-                               |
| -------------------------------- | -------------------------------- | -------------------------------- | -------------------------------- | -------------------------------- | -------------------------------- | -------------------------------- | -------------------------------- | -------------------------------- |
| 1995                             | не кваліфікувалася               | не кваліфікувалася               | не кваліфікувалася               | не кваліфікувалася               | не кваліфікувалася               | не кваліфікувалася               | не кваліфікувалася               | не кваліфікувалася               |
| 1997                             | не кваліфікувалася               | не кваліфікувалася               | не кваліфікувалася               | не кваліфікувалася               | не кваліфікувалася               | не кваліфікувалася               | не кваліфікувалася               | не кваліфікувалася               |
| 1999                             | не кваліфікувалася               | не кваліфікувалася               | не кваліфікувалася               | не кваліфікувалася               | не кваліфікувалася               | не кваліфікувалася               | не кваліфікувалася               | не кваліфікувалася               |
| 2001                             | не кваліфікувалася               | не кваліфікувалася               | не кваліфікувалася               | не кваліфікувалася               | не кваліфікувалася               | не кваліфікувалася               | не кваліфікувалася               | не кваліфікувалася               |
| 2003                             | не кваліфікувалася               | не кваліфікувалася               | не кваліфікувалася               | не кваліфікувалася               | не кваліфікувалася               | не кваліфікувалася               | не кваліфікувалася               | не кваліфікувалася               |
| 2005                             | не кваліфікувалася               | не кваліфікувалася               | не кваліфікувалася               | не кваліфікувалася               | не кваліфікувалася               | не кваліфікувалася               | не кваліфікувалася               | не кваліфікувалася               |
| 2007                             | не кваліфікувалася               | не кваліфікувалася               | не кваліфікувалася               | не кваліфікувалася               | не кваліфікувалася               | не кваліфікувалася               | не кваліфікувалася               | не кваліфікувалася               |
| 2009                             | не брала участь                  | не брала участь                  | не брала участь                  | не брала участь                  | не брала участь                  | не брала участь                  | не брала участь                  | не брала участь                  |
| 2011                             | не кваліфікувалася               | не кваліфікувалася               | не кваліфікувалася               | не кваліфікувалася               | не кваліфікувалася               | не кваліфікувалася               | не кваліфікувалася               | не кваліфікувалася               |
| 2013                             | четверте місце                   | 4-е                              | 5                                | 2                                | 2                                | 1                                | 10                               | 5                                |
| 2015                             | не кваліфікувалася               | не кваліфікувалася               | не кваліфікувалася               | не кваліфікувалася               | не кваліфікувалася               | не кваліфікувалася               | не кваліфікувалася               | не кваліфікувалася               |
| 2017                             | не кваліфікувалася               | не кваліфікувалася               | не кваліфікувалася               | не кваліфікувалася               | не кваліфікувалася               | не кваліфікувалася               | не кваліфікувалася               | не кваліфікувалася               |
| 2019                             | кваліфікувалася                  | кваліфікувалася                  | кваліфікувалася                  | кваліфікувалася                  | кваліфікувалася                  | кваліфікувалася                  | кваліфікувалася                  | кваліфікувалася                  |
| 2021                             | кваліфікувалася як господар      | кваліфікувалася як господар      | кваліфікувалася як господар      | кваліфікувалася як господар      | кваліфікувалася як господар      | кваліфікувалася як господар      | кваліфікувалася як господар      | кваліфікувалася як господар      |
| Усього                           | 1/13                             | четверте місце                   | 5                                | 2                                | 2                                | 1                                | 10                               | 5                                |